# Nardia assamica
Nardia assamica är en bladmossart som först beskrevs av William Mitten, och fick sitt nu gällande namn av Amakawa. Nardia assamica ingår i släktet nardior, och familjen Solenostomataceae. Inga underarter finns listade i Catalogue of Life.